# Jàfet
Segons el Gènesi, Jàfet (hebreu: יפת בן-נוֹחַ, Iafeth ben Nōah‎; àrab: يافث بن نوح, Yāfiṱ ibn Nūh; grec antic: Ἰάφεθ, Iápheth) és el fill de Noè［Gn 6:10］ i pare de Gómer, Magog, Madai, Javan, Tubal, Mèixec i Tiràs.［Gn 10:2］
Va sobreviure al Diluvi universal gràcies a l'Arca de Noè, on Jahvè va manar a Noè que hi dugués la seva esposa, els seus fills i les esposes respectives.［Gn 6:9-22］ Tradicionalment es considera que Jàfet i els seus descendents van poblar l'actual Europa, ja que en el Gènesi, en el capítol conegut com a Taula de les nacions, s'afirma que van viatjar a les illes dels Gentils, que es creu que es referia a les illes de Grècia, tot i que hi ha altres tradicions com la britànica, que afirma que Samothes (que s'assimilaria a Gómer), quart fill de Jàfet, va viatjar a la Gran Bretanya i es va proclamar primer rei de Britànnia, basada en el text Berosi Antiquitatum libri quinque cum Commentariis Joannis Annii, atribuït a l'historiador Berós, del segle iii aC.